# El maleficio de la mariposa
El maleficio de la mariposa és la primera obra teatral de l'escriptor de la generació del 27 Federico García Lorca, escrita el 1920 i estrenada el 22 de març d'aquest mateix any al Teatro Eslava de Madrid, dins de la programació del Teatro de Arte dirigit per Gregorio Martínez Sierra.
Amb només quatre representacions -xiulades incloses- va suposar un total fracàs per al seu autor. El text, escrit en vers, és una paràbola sobre la frustració, l'amor i la mort. Els dos últims temes seran recurrents en l'obra de Lorca. L'obra és protagonitzada per uns insectes -escarabats o curianitas - que proporcionen a la història un ambient inquietant, amb aires de conte infantil, en el si del qual s'amaga un drama profundament humà, tal com s'adverteix en el pròleg:
| « | ¿Por qué os causan repugnancia algunos insectos limpios y brillantes que se mueven graciosamente entre las hierbas? ¿Y por qué a vosotros los hombres, llenos de pecados y vicios incurables, os inspiran asco los buenos gusanos que pasean tranquilamente por la pradera tomando el sol en la mañana tibia? ¿Qué motivo tenéis para despreciar lo ínfimo de la Naturaleza? […] Dile al hombre que sea humilde. ¡Todo es igual en la Naturaleza! | » |

Va ser estrenada amb figurins de Rafael Barradas i decorats de Mignoni després que La Argentinita, que executava les parts dansades de l'obra en el paper principal de papallona, rebutgés els decorats de Barradas. L'obra va comptar amb la música d'Edvard Grieg, instrumentada per José Luis Lloret.

## Argument
En l'obra intervenen diversos personatges: Curianito, el Nene, Doña Curiana, Curianita Silvia, Alacranito, el cortamimbres, Papallona, Curianas guardianes, Cuc número 1, Cuc número 2, Cuc número 3...
En una comunitat de curianitas -o escarabats- destaca Curianito per la seva vocació poètica, i és menyspreat per la resta de membres, entre ells la seva mare i la seva pretendent, la Curianita Silvia, a la qual ell rebutja sistemàticament. L'arribada d'una papallona amb l'ala trencada, moribunda, suposa un gran canvi per a la visió que Curianito té del món. Curianito s'enamora profundament de la papallona, i, en el moment en què es declara, la papallona mor en una dansa (que en la representació encarnà La Argentinita), fet que provoca la tràgica mort de Curianito.